# Herikerberg
De Herikerberg is een hoogte in de gemeente Hof van Twente, in de provincie Overijssel. De Herikerberg is een stuwwal gelegen aan de N753, tussen de plaatsen Markelo en Goor, ten zuiden van de buurtschap Herike. Tot de gemeentelijke herindeling van 2001 behoorde de Herikerberg bij de gemeente Markelo. Het hoogste punt van de heuvel is 46,6 meter boven NAP. Het gebied is onderdeel van het landgoed Weldam-Herikerberg dat hoort bij kasteel Weldam en een ecologische verbindingszone tussen Duitse natuurgebieden en de Sallandse Heuvelrug.

## Geologie en landschap

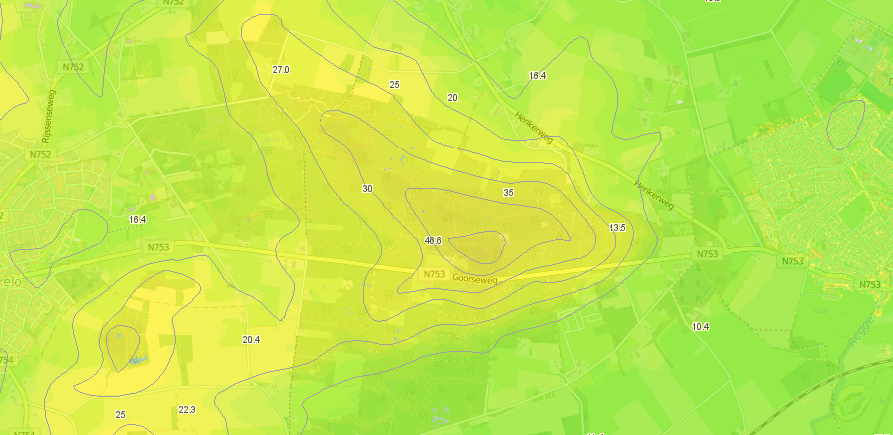
Hoogtelijnenkaart Herikerberg

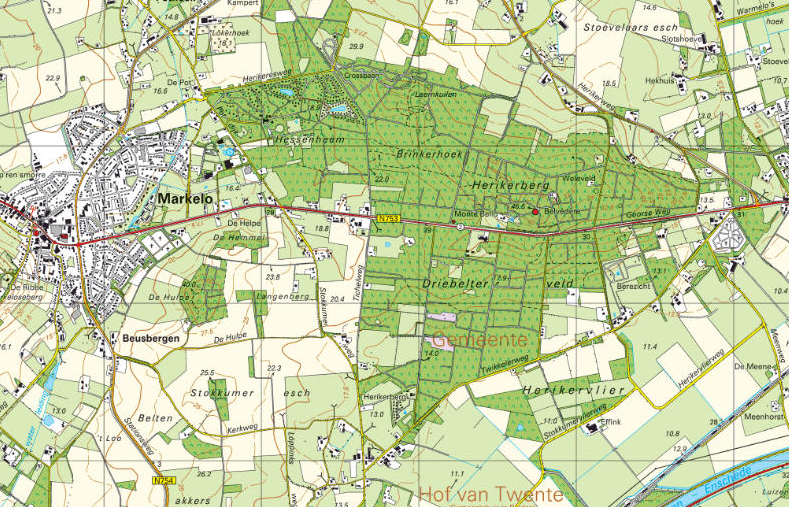
Topografische kaart van de Herikerberg

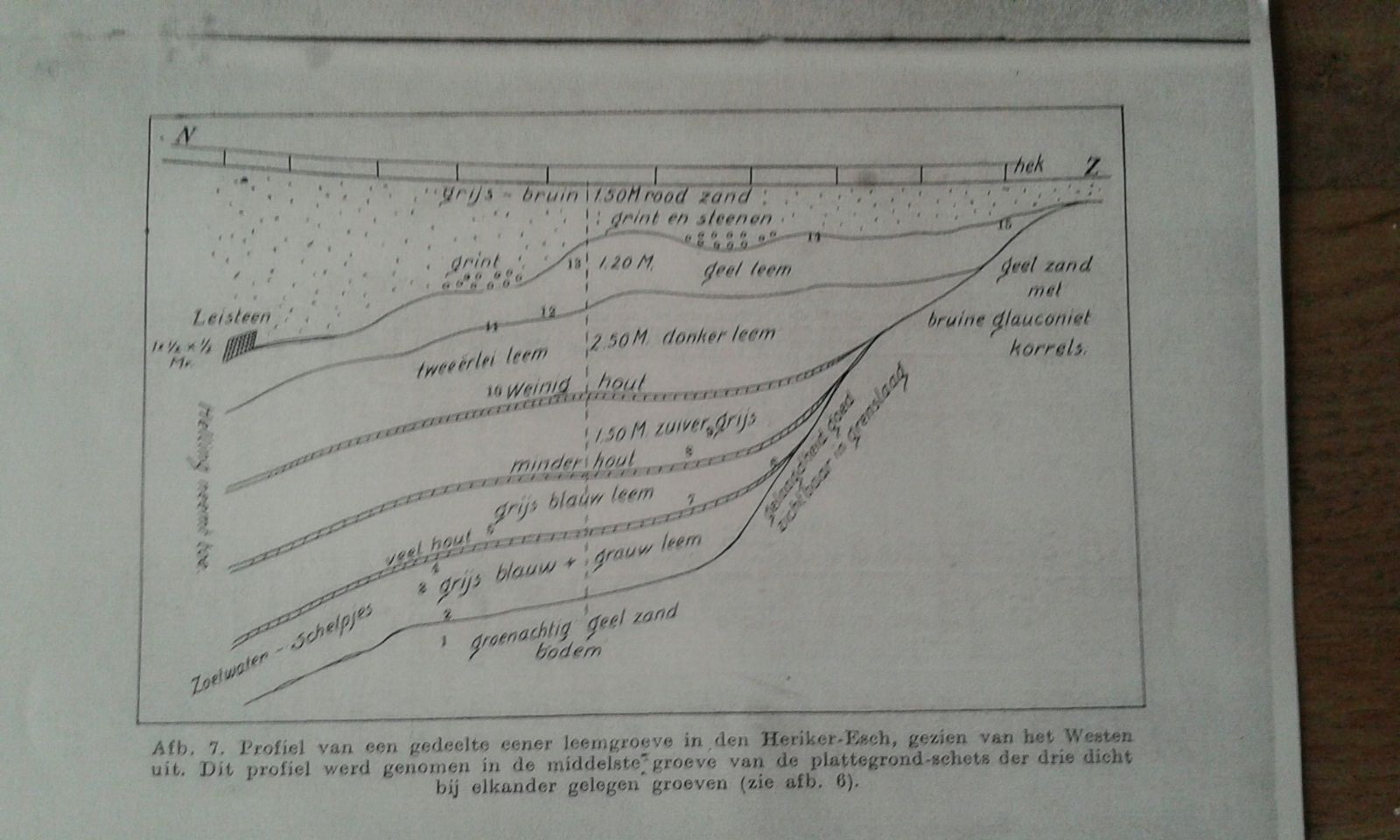
Bodemprofiel van oude leemgroeve

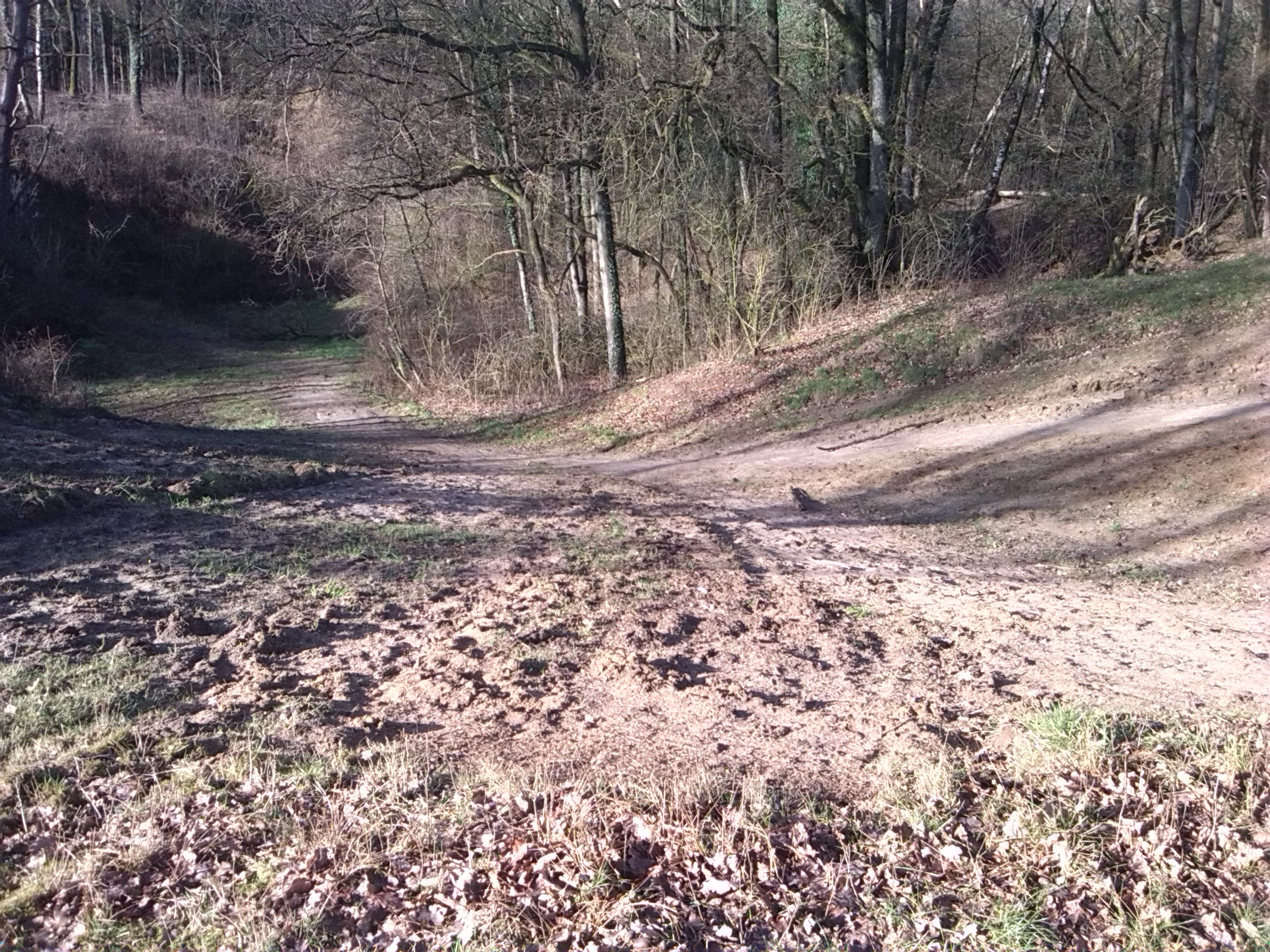
De bodem van een leemkuil

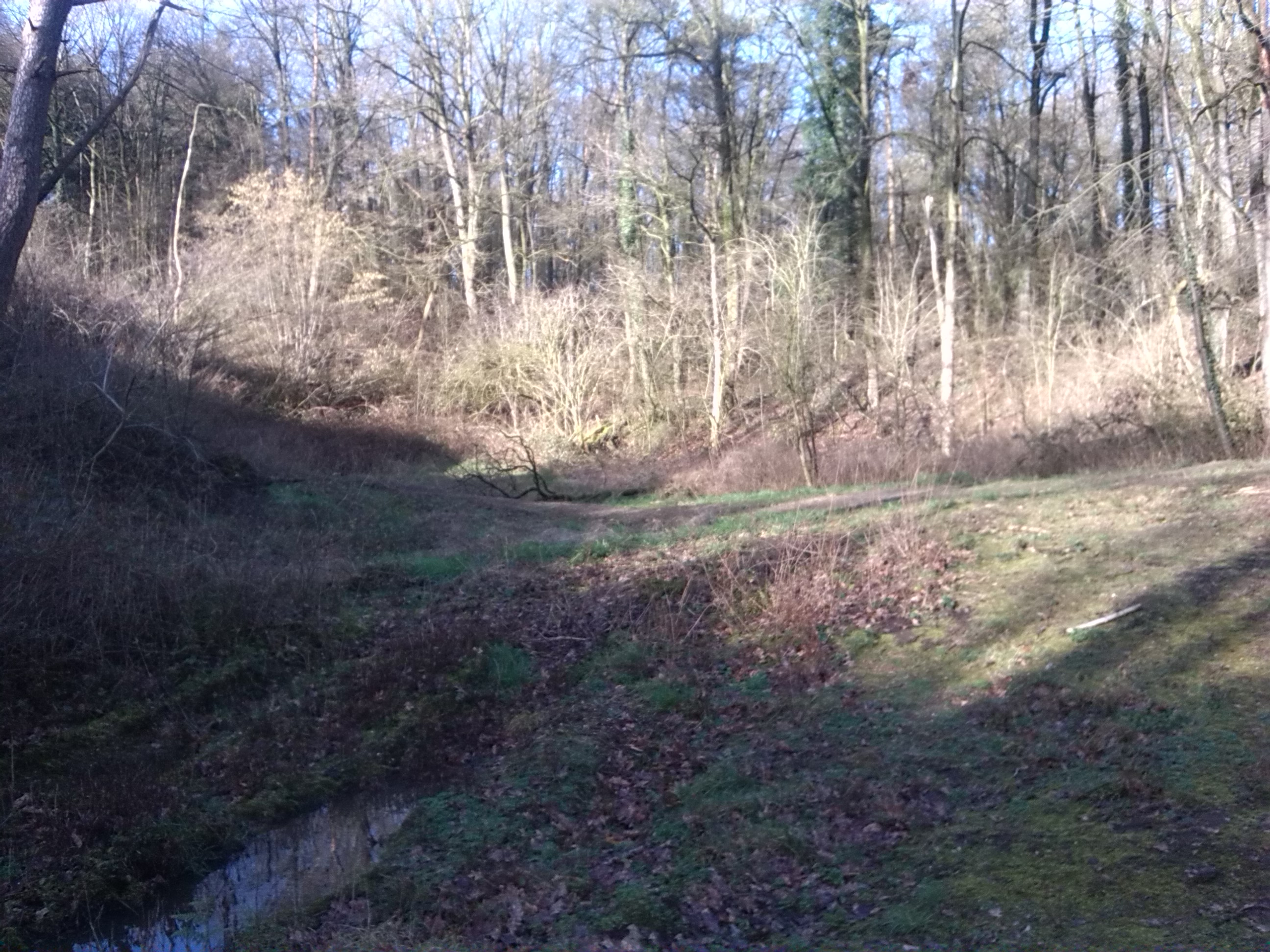
Water dat op de leemlaag blijft staan

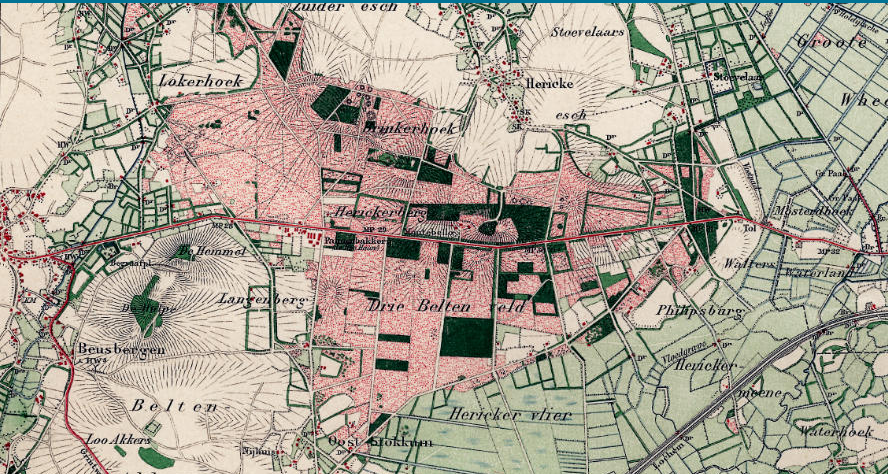
Kaart van de Herikerberg uit ca. 1890

Voor de ijstijd werden lagen grind, zand en klei afgezet door de rivieren die door dit gebied stroomden. In de voorlaatste ijstijd: het Saalien, schoof het landijs vanuit Scandinavië over het noorden van Nederland. Twee ijstongen trokken naar het zuiden en creëerden onder andere de Twentse laagte. Dit landijs bereikte op zijn hoogtepunt de lijn Haarlem-Utrecht-Nijmegen. Hierbij werd keileem afgezet. Tussen de ijstongen werd de afgezette keileem in heuvels verzameld, waaronder de Herikerberg. Na de ijstijd spoelde regen gedeelten van de top af en werd deze leem aan de flank neergelegd. Hierdoor ontstond een gelaagdheid die te zien is in de dwarsdoorsnede. Iedere laag bevat een ander kalkgehalte en mineralen. 
In het Weichselien, de laatste ijstijd, reikte het landijs niet tot de Herikerberg. Er heerste wel een toendraklimaat in Nederland. Door de opgedroogde Noordzee had de wind vrij spel en kon een laag dekzand worden afgezet over Nederland. De laag dekzand bevat in water oplosbare mineralen, waaronder glauconiet. Deze mineralen zijn in diepe leemlagen teruggevonden. Na deze ijstijd kregen Herikerberg en omgeving de huidige vorm. Door de slechte waterdoorlatendheid van de leem, onder het dekzand, kon regenwater niet in de grond trekken. Het stroomde onder andere naar het huidige Reggedal, waar moerassen ontstonden. Later kwam hier de plaats Goor te liggen.

## Menselijke invloeden op de Herikerberg
Voor het jaar 1200, toen dit gebied nog zeer dun bevolkt was hebben de buurtschappen zich ontwikkeld. Waaronder de boeren op de Herikerberg. De groei van de bevolking in de tweede helft van de 13e eeuw werd het noodzakelijk dat er regels over gebruiksrechten op te stellen. De boeren maakten gebruik van het lemige zand, dat daar volop aanwezig was. Dit lemige zand heeft een hoge fysische en chemische vruchtbaarheid, waardoor er eenvoudig gewassen op verbouwd konden worden. 
Door toegenomen grondgebruik door de boeren veranderde de Herikerberg in een kale heide, met her en der een boom. De gekapte bomen werden als brandstof en als bouwmateriaal gebruikt voor huizen van de groeiende bevolking. Om te zorgen dat het gebied niet nog voller werd, werd de grond verdeeld onder de aanwezige boeren, “erfgenamen” of “gewaarden” genoemd. De boeren die zich hier later wilden vestigen kregen geen of in mindere mate rechten op het gebruik van de gemeenschappelijke gronden. 
Rond het jaar 1600 hoefden de opvolgers van de “erfgenamen” hun eigen grond niet meer te bewerken, maar namen ze de boeren met minder of geen rechten op gemeenschappelijke gronden in dienst. Tot ca. 1800 was op de Herikerberg aan de doorgaande weg een galgenbelt ingericht.
Van ongeveer 1500 tot 1750 werden markerichters ingezet om de gronden van de Herikerberg te besturen. Ze zagen er op toe dat er niet te veel turf werd gestoken, dat er niet te veel bomen werden gekapt en dat er niet te veel vee graasde op de gemeenschappelijke weiden.
Aan het einde van de 19e eeuw gingen de grondbezitters toe over om de grond grotendeels te bebossen. 
In 1890 werd op het hoogste punt in opdracht van graaf Bentinck een uitkijktoren (belvedère) gebouwd ten behoeve van de bewoners van kasteel Weldam en hun bezoekers. Hij deed ook dienst als meetpunt voor de Rijksdriehoekmeting.

## Leem
Vanaf ca. 1850 werd op meerdere plaatsen met leemafgraving begonnen. Het leem lag onder een laag dekzand van gemiddeld een meter, maar er waren ook enkele plaatsen waar de leemlaag direct aan de oppervlakte lag. De bakstenen die van dit donkere leem gebakken werden, waren van hoge kwaliteit. De crisis in de jaren 1930 betekende het eind van het tichelwerk van de Herikerberg.

## Toerisme en recreatie
De Herikerberg heeft, naast bosbouw en waterwinning, vooral een toeristische en recreatieve functie. Er zijn twee campings en een hotel. In de bossen op en om de Herikerberg zijn meerdere onverharde bospaden. Deze zijn populair onder wandelaars, mountainbikers en paardrijders. Er zijn speciale routes voor de verschillende vormen van recreatie aangelegd.
De leemkuil aan de westkant is bekend bij de lokale bevolking als natuurspeelplaats. De leemgroeven in het gebied bieden door hun ligging een biotoop met bijzondere flora en fauna. 
Op de sinds 1912 bestaande motorcrossbaan op de Herikerberg vindt sinds 1947 jaarlijks een grand-prixwedstrijd motorcross plaats.

## Waterwinning
Sinds het jaar 1959 wordt er op de Herikerberg drinkwater gewonnen, de waterwinning naast de Herikerberg is in 1962 begonnen. Het waterwinningsbedrijf Vitens beheert de twee drinkwaterwinningsgebieden. Het water dat in deze gebieden wordt gewonnen heeft van nature een hoge hardheid.
De waterwinning op de Herikerberg is een freatische winning. Per jaar mag maximaal 4 miljoen m³ water worden gewonnen. Het water komt van 20 tot 55 meter beneden het maaiveld. Het puttenterrein van de winning Herikerberg bevat 20 putten. De locatie naast de Herikerberg, bij Goor, onttrekt maximaal 1,5 miljoen m³ per jaar water aan de bodem. Om het ecologisch waardevolle gebied van de Herikerberg te ontzien werden de zuiveringsinstallaties van het productiebedrijf Herikerberg in 2019 verplaatst naar Goor.

## Boringen
Een grondboring op de Herikerberg gaf de volgende resultaten:
| Diepte        | Grondsoort                                                        |
| ------------- | ----------------------------------------------------------------- |
| < 3 meter     | Geel keileem, met zwerfkeien                                      |
| 3-15 meter    | Grijs keileem                                                     |
| 15-16 meter   | Zand en grindlaagjes                                              |
| 16-21 meter   | Grijsblauwe leem, met veenresten                                  |
| 21-23 meter   | Grijsblauwe leem, met houtresten en schelpen                      |
| 23-27,5 meter | Zand en grindlagen, door de rivieren meegenomen, enkele schelpjes |